# نايومي فان دن بروك
نايومي فان دن بروك (مواليد 3 يناير 1996) عداءة بلجيكية مثّلت بلجيكا في العديد من البطولات الكبرى، بما في ذلك دورة الألعاب الأولمبية الصيفية 2020 والألعاب الأولمبية الصيفية 2024.

## نشأتها
وُلدت فان دن بروك في بلجيكا لأم سنغالية وأب بلجيكي. نشأت في شبابها في بلجيكا وجنوب أفريقيا وجامايكا وأيرلندا والنرويج.

## مسيرتها الرياضية
مثلت بلجيكا في دورة الألعاب الأولمبية الصيفية 2020 في طوكيو، تنافست في سباق التتابع 4 × 400 متر للسيدات. تنافست في بطولة العالم لألعاب القوى داخل الصالات 2022 في بلغراد في مارس 2022. كما تم اختيارها أيضًا لفريق التتابع البلجيكي في سباق 4 × 400 متر في بطولة العالم لألعاب القوى 2022 في يوجين، أوريغون، الولايات المتحدة.
تم اختيارها لبطولة العالم لألعاب القوى داخل الصالات 2024 في غلاسكو كجزء من فريق التتابع في سباق 4 × 400 متر وكانت جزءًا من الرباعي الذي تأهل للنهائي وحصل على المركز الرابع. في وقت لاحق من عام 2024، في سباق التتابع العالمي لألعاب القوى في جزر البهاما، كانت ضمن الفريق الذي تأهل بلجيكا لسباق التتابع 4 × 400 متر للسيدات في دورة الألعاب الأولمبية الصيفية 2024 في باريس، فرنسا. وفي وقت لاحق من نفس العام كانت ضمن فريق البلجيكي في سباق التتابع 4 × 400 متر للسيدات الذي فاز بالميدالية البرونزية في بطولة أوروبا لألعاب القوى.
```
في الألعاب الأولمبية الصيفية 2024، ركضت في التصفيات والنهائي لكل من 
سباق التتابع المختلط 4 × 400 متر
 
وسباق التتابع 4 × 400 متر
 مع احتلال الفريق البلجيكي المركز الرابع على التوالي والسابع في النهائيات.
[
9
]
[
10
]
 كما شاركت في 
سباق 400 متر حواجز للسيدات
 ووصلت إلى الدور نصف النهائي.
[
11
]
```

### المسابقات الدولية
| العام        | المسابقة                               | المكان                           | المركز                          | حدث                      | ملاحظة       |
| تمثيل بلجيكا | تمثيل بلجيكا                           | تمثيل بلجيكا                     | تمثيل بلجيكا                    | تمثيل بلجيكا             | تمثيل بلجيكا |
| ------------ | -------------------------------------- | -------------------------------- | ------------------------------- | ------------------------ | ------------ |
| 2021         | الألعاب الأولمبية                      | طوكيو، اليابان                   | المركز السابع                   | سباق التتابع 4 × 400 متر | 3:23.96      |
| 2022         | بطولة العالم لألعاب القوى داخل الصالات | بلغراد، صربيا                    | المركز السادس                   | سباق التتابع 4 × 400 متر | 3:33.61      |
| 2022         | بطولة أوروبا                           | ميونيخ، ألمانيا                  | المركز الثاني (جولة تصفيات)     | 4 × 400 متر تتابع        | 3:25.44      |
| 2022         | بطولة أوروبا                           | ميونيخ، ألمانيا                  | المركز السادس عشر (جولة تصفيات) | 400 متر                  | 52.80        |
| 2022         | بطولة العالم                           | يوجين، أوريغون، الولايات المتحدة | المركز الرابع (جولة تصفيات)     | 4 × 400 متر تتابع        | 3:28.02      |
| 2022         | بطولة العالم                           | يوجين، أوريغون، الولايات المتحدة | المركز الأربعون                 | 400 متر                  | 53.16        |
| 2023         | بطولة العالم                           | بودابست، المجر                   | المركز الرابع (جولة تصفيات)     | 4 × 400 متر تتابع        | 3:23.63      |
| 2024         | بطولة العالم للصالات                   | غلاسكو، اسكتلندا                 | المركز الرابع                   | 4 × 400 متر تتابع        | 3:28.05      |
| 2024         | سباقات التتابع العالمية                | ناساو، جزر البهاما               | المركز الأول (جولة الإعادة)     | سباق التتابع 4 × 400 متر | 3:26.79      |
| 2024         | بطولة أوروبا                           | روما، إيطاليا                    | المركز الحادي عشر (نصف نهائي)   | 400 متر                  | 51.65        |
| 2024         | بطولة أوروبا                           | روما، إيطاليا                    | المركز الثالث                   | سباق التتابع 4 × 400 متر | 3:22.95      |
| 2024         | بطولة أوروبا                           | روما، إيطاليا                    | الرابع                          | 4 × 400 متر تتابع مختلط  | 3:11.03      |
| 2024         | الألعاب الأولمبية                      | باريس، فرنسا                     | الثامن عشر (نصف نهائي)          | 400 متر حواجز            | 54.94        |
| 2024         | الألعاب الأولمبية                      | باريس، فرنسا                     | السابع                          | 4 × 400 متر تتابع        | 3:22.40      |
| 2024         | الألعاب الأولمبية                      | باريس، فرنسا                     | الرابع                          | 4 × 400 متر تتابع مختلط  | 3:09.36      |